# Kanton Carcassonne-2
Der Kanton Carcassonne-2 ist ein französischer Wahlkreis im Département Aude in der Region Okzitanien. Er umfasst einen Teilbereich der Gemeinde Carcassonne und acht weitere Gemeinden aus dem Arrondissement Carcassonne. Durch die landesweite Neuordnung der französischen Kantone wurde er 2015 neu geschaffen.

## Gemeinden
Der Kanton besteht aus neun Gemeinden und Gemeindeteilen mit insgesamt 21.852 Einwohnern (Stand: 1. Januar 2022) auf einer Gesamtfläche von 108,16 km²:
| Gemeinde             | Einwohner 1. Januar 2022 | Fläche km² | Dichte Einw./km² | Code INSEE | Postleitzahl |
| -------------------- | ------------------------ | ---------- | ---------------- | ---------- | ------------ |
| Carcassonne          | 14.513                   | 30,48      | 476              | 11069      | 11000        |
| Cavanac              | 1.012                    | 8,96       | 113              | 11085      | 11570        |
| Cazilhac             | 1.637                    | 3,83       | 427              | 11088      | 11570        |
| Couffoulens          | 538                      | 9,47       | 57               | 11102      | 11250        |
| Leuc                 | 823                      | 11,28      | 73               | 11201      | 11250        |
| Mas-des-Cours        | 23                       | 7,55       | 3                | 11223      | 11570        |
| Palaja               | 2.692                    | 14,69      | 183              | 11272      | 11570        |
| Verzeille            | 457                      | 5,21       | 88               | 11408      | 11250        |
| Villefloure          | 157                      | 16,69      | 9                | 11423      | 11570        |
| Kanton Carcassonne-2 | 21.852                   | 108,16     | 202              | 1103       | –            |

1. ↑   Nur der östliche Teil der Gemeinde, der Rest verteilt sich auf die Kantone Carcassonne-1 und Carcassonne-3.

## Politik
| Vertreter im Departementrat | Vertreter im Departementrat    | Vertreter im Departementrat |
| Amtszeit                    | Namen                          | Partei                      |
| --------------------------- | ------------------------------ | --------------------------- |
| 2015–2021                   | Philippe Cazanave Tamara Rivel | PS                          |
| 2021–                       | Thierry Lécina Tamara Rivel    | PS                          |